# جان فوستر
جان فوستر (بالإنجليزية: Jean Foster)‏ هي لاعبة رماية أمريكية، ولدت في 1972.

## وصلات خارجية
- جان فوستر على موقع أوليمبيديا (الإنجليزية)